# Impatiens quisqualis
Impatiens quisqualis är en balsaminväxtart som beskrevs av Georg Oskar Edmund Launert. Impatiens quisqualis ingår i släktet balsaminer, och familjen balsaminväxter. Inga underarter finns listade i Catalogue of Life.